# Solanum dissectum
Solanum dissectum är en potatisväxtart som beskrevs av Symon. Solanum dissectum ingår i släktet skattor som ingår i familjen potatisväxter. Inga underarter finns listade i Catalogue of Life.